# NGC 252
NGC 252 (ook wel PGC 2819, UGC 491, MCG 4-3-4, ZWG 480.7 of IRAS00453+2721) is een lensvormig sterrenstelsel in het sterrenbeeld Andromeda. NGC 252 staat op ongeveer 205 miljoen lichtjaar van de Aarde.
NGC 252 werd op 26 oktober 1786 ontdekt door de Duits-Britse astronoom William Herschel.